# Уапелло (Айова)
Уапелло (англ. Wapello) — крупнейший город и административный центр в округе Луиза в штате Айова в Соединённых Штатах Америки.
Согласно результатам переписи населения США, проведённой в 2020 году, число жителей города составляло 2084 человека, что на 17 человек больше, чем было во время предыдущей переписи прошедшей в 2010 году (2067).

## История
Город был основан в конце 1830-х годов и назван в честь вождя племени мескваки Уапелло.

## География
Город Уапелло расположен на западном берегу реки Айова на высоте около 173 метров над уровнем моря. Через город проходит трасса 61.
Согласно данным представленным Бюро переписи населения США, общая площадь города составляет 1,34 квадратных мили (3,47 км²), из которых 1,29 квадратных мили (3,34 км²) приходится на сушу, а 0,05 квадратных мили (0,13 км²) занимает водная поверхность.